# Сарыбулак (Жамбылская область)
Сарыбулак (каз. Сарыбұлақ) — село в Кордайском районе Жамбылской области Казахстана. Административный центр Сарыбулакского сельского округа. Находится примерно в 41 км к северо-западу от районного центра, села Кордай. Код КАТО — 314853100.

## Население
В 1999 году население села составляло 2152 человека (1056 мужчин и 1096 женщин). По данным переписи 2009 года, в селе проживали 2953 человека (1453 мужчины и 1500 женщин).

## История
Находился на стыке Толкановской волости ,Сукулукской волости и Джаланкузовской волости.